# اچ‌دی ۱۱۸۵۰۸
اچ‌دی ۱۱۸۵۰۸ یک ستاره غول سرخ است که در صورت فلکی گاوران قرار دارد. این ستاره ۵۶۰ سال نوری از مظومه شمسی فاصله دارد.

## مشاهده
این ستاره در نیمکره شمالی آسمان قرار دارد. به دلیل موقعیت این ستاره می‌توان آن را از اکثر مناطق زمین مشاهده کرد، اگرچه ناظران نیمکره شمالی مزیت‌های بیشتری دارند. بهترین دوره زمانی برای رصد آن در آسمان، بین پایان ماه مارس و آغاز ماه اوت است.